# Osservatorio Astrofisico di Asiago
Das Osservatorio Astrofisico di Asiago, englisch Asiago Astrophysical Observatory oder kurz Asiago Observatory, ist eine Sternwarte der Universität Padua mit dem Sternwarten-Code 043. Es wurde 1942 gegründet und befindet sich auf der Hochebene von Asiago, 90 km nordwestlich von Padua. Es beherbergt drei Spiegelteleskope: 
- Copernico, mit einem Hauptspiegeldurchmesser von 182 cm
- Schmidt, eine Schmidtkamera mit einer Apertur von 67 cm, und
- Galilei mit einem Spiegeldurchmesser von 122 cm.

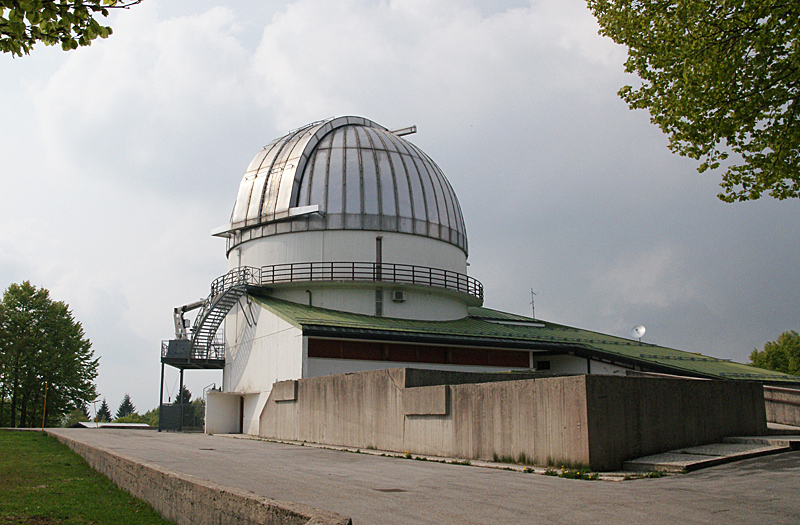
Gebäude des Copernico-Teleskops

## Osservatorio Astronomico di Asiago Cima Ekar
Etwa 3,4 Kilometer südöstlich auf dem Gipfel „Cima Ekar“ befindet sich ein weiteres kleines Observatorium, an dem sich auch die Asiago-DLR Asteroid Survey (ADAS) befindet. Der Sternwarten-Code dieser Station lautet 098.
Koordinaten: 45° 52′ 55″ N, 11° 30′ 5″ O